# Motor-Doping
Mit dem Begriff Motor-Doping (auch als E-Doping bezeichnet, englisch mechanical doping) wird eine Methode bezeichnet, Rennräder mithilfe eines Miniatur-Motors bei Radrennen zu beschleunigen.

## Geschichte
Mitte Mai 2010 tauchten Gerüchte auf, im Rahmen von Profirennen seien Hilfsmotoren eingesetzt worden, um die Fahrer beim Pedalieren zu unterstützen, sogenanntes Motor-Doping. Mit Hilfe eines Miniatur-Motors könne ein Fahrer während zwei bis drei Stunden im Lauf einer Etappe wertvolle Kräfte für das Finale sparen.
Im Mai 2010 wurde in einem YouTube-Video suggeriert, der Schweizer Fabian Cancellara habe die Flandern-Rundfahrt und Paris–Roubaix mit Hilfe eines kleinen Motors gewonnen, der in der Sattelstütze seines Fahrrads eingebaut gewesen sei und den er per Knopfdruck habe aktivieren können. Michele Bufalino, der Ersteller des Videos, bezog sich dabei auf einen Bericht des italienischen Fernsehens RAI, in welchem der Sportjournalist und ehemalige Rennfahrer Davide Cassani auf die Möglichkeit eines derartigen „Motor-Dopings“ hinwies. Bufalino führte aus, er bezichtige Cancellara nicht einer solchen Manipulation, verwies jedoch optisch durch Pfeile auf aus seiner Sicht verdächtige Handbewegungen Cancellaras. Fahrradwechsel während des Rennens hätten nicht wegen Defekten stattgefunden, sondern hätten dazu gedient, neue Batterien einzusetzen oder sicherzustellen, dass der Antrieb im Ziel nicht entdeckt werde. Die Anschuldigungen, denen sich auch Jacky Durand anschloss, waren widersprüchlich: Es hieß, der Motor habe einen mehrere Minuten andauernden Antrieb aufrechterhalten; gemäß einer anderen Version habe es sich um einen nur wenige Sekunden kurzen, aber umso intensiveren Schub gehandelt. Gegenüber der Union Cycliste Internationale (UCI) räumte Davide Cassani später ein, die Batterie müsse aufgrund ihrer Größe in einer Trinkflasche untergebracht gewesen sein. Cancellara bezeichnete die Vorwürfe als absurd und die Angelegenheit verlief bald darauf im Sande.
Die UCI erklärte im Mai 2010 zunächst, man habe keine Hinweise auf Motor-Doping. Nachdem jedoch weitere Experten die Möglichkeit einer solchen Manipulation von Rennrädern eingeräumt hatten, beschloss die UCI, bei der Tour de France 2010 Scanner einzusetzen, um möglicherweise in den Rädern versteckte Motoren aufzuspüren.
Nachdem zunächst die Rede davon gewesen war, nur verdächtige Räder zu kontrollieren, erklärte die UCI Anfang Juli jedoch, bei jeder Etappenankunft eine bestimmte Zahl von Fahrern zu kontrollieren. Die Zahl der Überprüfungen werde sich nach der Art der Etappe und der jeweiligen Streckenbeschaffenheit richten. Es könne sich um fünf oder auch um 15 Fahrer handeln. Werde eine Manipulation durch einen Elektromotor festgestellt, werde das Fahrrad konfisziert und der betroffene Fahrer vom Rennen ausgeschlossen. Über das Ergebnis dieser Kontrollen wurde nach Ende der Tour offiziell nichts bekannt, allerdings auch nichts darüber, dass ein manipuliertes Rad entdeckt worden sei. Auch bei den Weltmeisterschaften im Querfeldeinrennen wurden die Räder der drei ersten Fahrer auf Hilfssysteme kontrolliert.
Mitte Juni 2010 leitete die italienische Justiz aufgrund einer Anzeige des italienischen Teaminhabers Ivano Fanini (Amore e Vita) Ermittlungen ein. Weder über die Resultate dieser Ermittlungen noch über die Tests der UCI ist jedoch öffentlich etwas bekannt. Die gesamte Diskussion um die Existenz des vermeintlichen Motor-Dopings verlief anschließend zunächst im Sande.
Im Zuge der Berichterstattung im Jahre 2010 schilderte der dänische Radrennfahrer René Wenzel, dass der belgische Kollege Willy De Bosscher das Ausscheidungsfahren des Sechstagerennens von Grenoble schon im Jahre 1979 auf einem Vélo à moteur gewonnen habe. Als die anderen Fahrer das herausfanden, hätten sie ihn verprügeln wollen, was der belgische Sechstage-Star Patrick Sercu jedoch verhindert habe. Da De Bosscher für seine Clownerien bei Sechstagerennen bekannt war, ist es möglich, dass er den Einsatz eines motorisierten Fahrrades als Scherz gemeint hatte.

## Technische Machbarkeit
Der Tiroler Maschinenbauer Gruber, der seit 2007 einen ultraleichten Zusatz-Antrieb für Mountainbikes am Markt hat, teilte als Reaktion auf die Pressemeldungen mit, dass das Gruber Assist und seit 2011 Vivax Assist genannte System „nicht als Motor-Doping entwickelt wurde, und auch nicht im Rennbereich dafür eingesetzt werden kann“. Dem widersprachen jedoch Fachleute: Mit entsprechenden Umbauten sei das System samt Akkus durchaus im Rahmen eines Rennrades zu verstecken.
Der ehemalige Rennfahrer und Leiter der technischen Kommission beim britischen Radsportverband British Cycling, Chris Boardman, gab an, er habe dem Weltradsportverband UCI schon 2009 die Technologie erläutert und davor gewarnt.
Viele Profis, unter ihnen Linus Gerdemann und Jens Voigt, hielten hingegen die Möglichkeit des Betrugs auf diese Weise für „kaum vorstellbar bis ausgeschlossen“. Schon allein anhand des Gewichtes eines Rennrades würde ein solcher Einbau auffallen.
In einer Fernsehdokumentation der niederländischen Sendung Bureau Sport unter Beteiligung von Michael Boogerd, Nico Mattan und Michael Rasmussen wurde die Existenz eines Systems bestätigt, das bis zu 150 Watt zusätzliche Leistung erzeugen könnte.
Zu beachten ist, dass ein Spitzenfahrer auf einer vierstündigen Etappe eine Durchschnittsleistung von 220 bis 320 Watt erbringt. Ein Elektromotor, der lediglich 20 Watt leistet, kann somit eine spürbare Erleichterung bewirken und samt Batterien leicht verbaut werden. Heute bieten verschiedene Firmen Rennräder mit versteckten Akkus und Motoren an; so benutzte Femke Van Den Driessche einen kommerziell verfügbaren Motor vom Typ Vivax Assist, der vollständig im Rahmen untergebracht werden kann.

## Seit 2015
Im Jahr 2015 passte die UCI ihr Reglement an und führte Strafen für Radrennfahrer und Radsportteams für Motor-Doping ein: Für Fahrer gilt die Disqualifikation im Rennen, eine Sperre von mindestens sechs Monaten und eine Geldstrafe von 20.000 bis 200.000 Schweizer Franken. Für die Teams gelten dieselben Strafen mit der Maßgabe, dass die Geldstrafe zwischen 100.000 und eine Million Schweizer Franken beträgt. Dabei gilt nicht erst die Verwendung der motorisierten Rennmaschine im Rennen als regelwidrig, sondern bereits die Bereitstellung. Nach der 18. Etappe der Tour de France 2015 wurden die Räder der Rennfahrer Chris Froome, Peter Sagan, Nairo Quintana, Joaquim Rodríguez, Romain Bardet und Pierre Rolland  durch Kommissäre der UCI nach verbotenen Motoren durchsucht; es soll die vierte Prüfung während dieser Tour gewesen sein. Bereits beim Giro d’Italia 2015 hatte die UCI Stichproben vorgenommen, die aber allesamt negativ ausfielen.
Bei den Cyclocross-Weltmeisterschaften 2016 im Januar im belgischen Heusden-Zolder wurde erstmals bei internationalen Radsport-Titelkämpfen die Bereitstellung eines Hilfsmotors bei einem Rennrad festgestellt. Das manipulierte Rad soll einer Starterin im U23-Rennen der Frauen gehört haben: laut Berichten der belgischen Mitfavoritin Femke Van Den Driessche, die das Rennen allerdings vorzeitig aufgab. Van den Driessche beteuerte indes, bei dem Rad habe es nicht um ihres gehandelt, das sie im Rennen gefahren habe, sondern um das eines Freundes. Der italienische Hersteller des Rades Wilier Triestina kündigte rechtliche Schritte gegen die Fahrerin an, da der Ruf des Unternehmens wegen ihres Vorgehens geschädigt worden sei. Am 26. April 2016 gab die UCI bekannt, dass Van Den Driessche rückwirkend zum 15. Oktober 2015 für sechs Jahre gesperrt wird.
Die Gazzetta dello Sport berichtete, dass Motor-Doping mit einem versteckten Hilfsmotor mittlerweile überholt sei. Die neueste Entwicklung sei ein spezielles elektromagnetisches Laufrad, das 20 bis 60 Watt durch in die CFK-Felge eingelassene Metalldrähte bereitstellt. Ein solches Laufrad koste 200.000 Euro. Über den Energiespeicher und die Leistungsübertragung wurden keine Angaben gemacht.
Der Präsident der UCI, Brian Cookson, kündigte Anfang Februar 2016 ein „konsequentes Vorgehen“ seines Verbandes gegen Motor-Doping an. Man forsche an „minimalinvasiven“ Technologien, bei denen man die Räder zur Prüfung nicht demontieren müsse. Wenige Tage später wurden vor dem Start der zweiten Etappe der Mittelmeer-Rundfahrt rund 90 Räder geprüft, jedoch ohne Befund.
Im April 2016 erklärten zwei Journalisten – der Franzose Thierry Vildary und der Italiener Marco Bonarrigo  von Corriere della Sera – sie hätten bei den italienischen Rennen Strade Bianche und der Settimana Internazionale Wärmebildkameras eingesetzt und dabei in sieben Rädern auffällige Temperaturentwicklungen entdeckt. Diese sollen auf den Einsatz kleiner Motoren hinweisen.
Vor dem Start des Giro d’Italia 2016 kündigte die UCI an, im laufenden Jahr vor und nach Rennen 10.000 bis 12.000 Räder nach versteckten Elektromotoren zu durchsuchen. Bisher war die Methode der UCI als uneffektiv kritisiert worden, mit einem Tablet nach auffälligen Magnetresonanzen zu suchen, die einen Motor verraten könnten. Laut UCI-Chef Brian Cookson sind für die Entwicklung der Tablet-Methode knapp eine Million Euro investiert worden.
Inzwischen haben auch verschiedene Forschungseinrichtungen spezielle Inspektionsmethoden und Überwachungskonzepte entwickelt, um Manipulationen durch den Einsatz von versteckten Hilfsmotoren unterschiedlichster Art sicher mit spezialisierter und einfach bedienbarer Prüf- und Messtechnik zerstörungsfrei nachzuweisen. Im Frühjahr 2016 hat  das Fraunhofer-Institut für Zerstörungsfreie Prüfverfahren den Medien einige geeignete neue Techniken im Rahmen der Bemühungen für den fairen Radrennsport im Zuge der Tour de France 2016 vorgestellt. Auch hier gilt es, dem Erfindungsreichtum hinsichtlich technischer Manipulationen durch den Einsatz geeigneter Nachweisverfahren einen Schritt voraus zu sein.
Bei der Tour de France 2017 wurden allein 4000 Tests mit Spezial-Laptops durchgeführt, jedoch ohne Befund. Laut einer gemeinsamen Recherche der Fernsehsender ARD und France 2 sowie der italienischen Zeitung Corriere della Sera seien diese Tests nicht so effektiv, wie die UCI behaupte, da die Kontrolleure nicht ausreichend geschult seien. Der Präsident der UEC, David Lappartient, wies diese Ergebnisse zurück: Die Tablets würden zu 100 Prozent funktionieren.
Im Herbst 2017 wurde bei dem französischen Rennen Grand Prix de Saint-Michel-de-Double ein Motor im Rennrad eines 43-jährigen Hobbyradrennfahrers entdeckt. Sein Rad war kontrolliert worden, nachdem seine hervorstechenden Leistungen, besonders bergauf, wiederholt aufgefallen waren. Schon im Juli zuvor waren ähnliche Manipulationen eines italienischen Radsportlers entdeckt worden. Bei der Tour de France 2018 wurden nach Angaben der UCI sämtliche Räder der Fahrer auf unerlaubte Hilfsmittel untersucht. Dabei wurden keine Auffälligkeiten erkannt.